# Ade Ntima
Ade Ntima, est une footballeuse internationale congolaise qui évolue au poste d'attaquante. 

## Biographie

### Carrière en club
Ntima a joué pour Marths et Expresso en Angola.

### Carrière internationale
Ntima est sélectionné en équipe de République démocratique du Congo au niveau senior lors du Championnat d'Afrique féminin 2006.